# Rougnat
 Rougnat  es una comuna (municipio) de Francia, en la región de Lemosín, departamento de Creuse, en el distrito de Aubusson y cantón de Auzances.
Su población en el censo de 1999 era de 541 habitantes.
Está integrada en la Communauté de communes Auzances-Bellegarde-en-Marche.

## Demografía

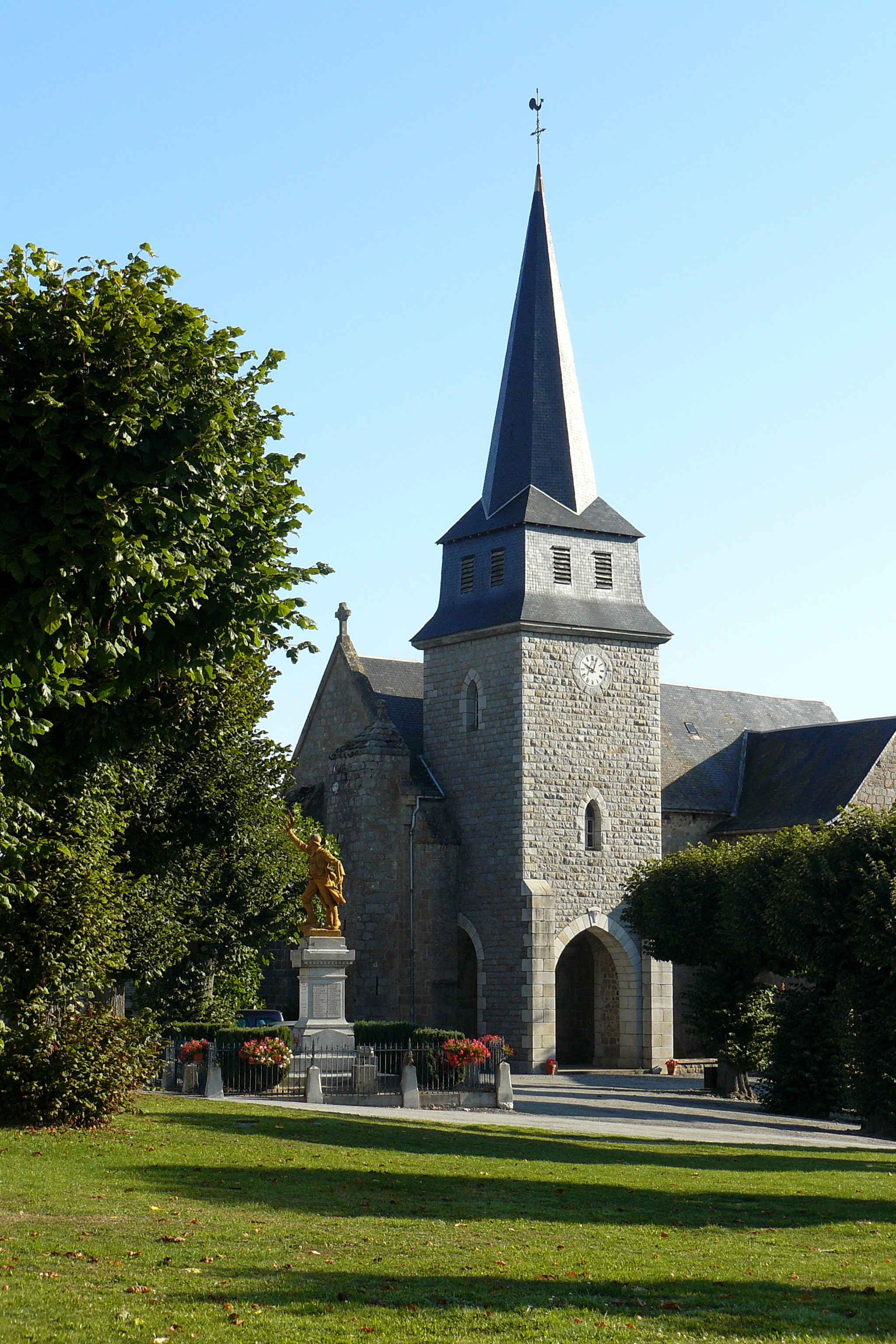
Iglesia de San Lorenzo Rougnat; y el monumento a los muertos de la PGM, obra de Eugène Benet.

| 816 | 856 | 764 | 676 | 631 | 541 |
| Para los censos de 1962 a 1999 la población legal corresponde a la población sin duplicidades (Fuente: INSEE [Consultar]) |     |     |     |     |     |